# Reinhard Bütikofer

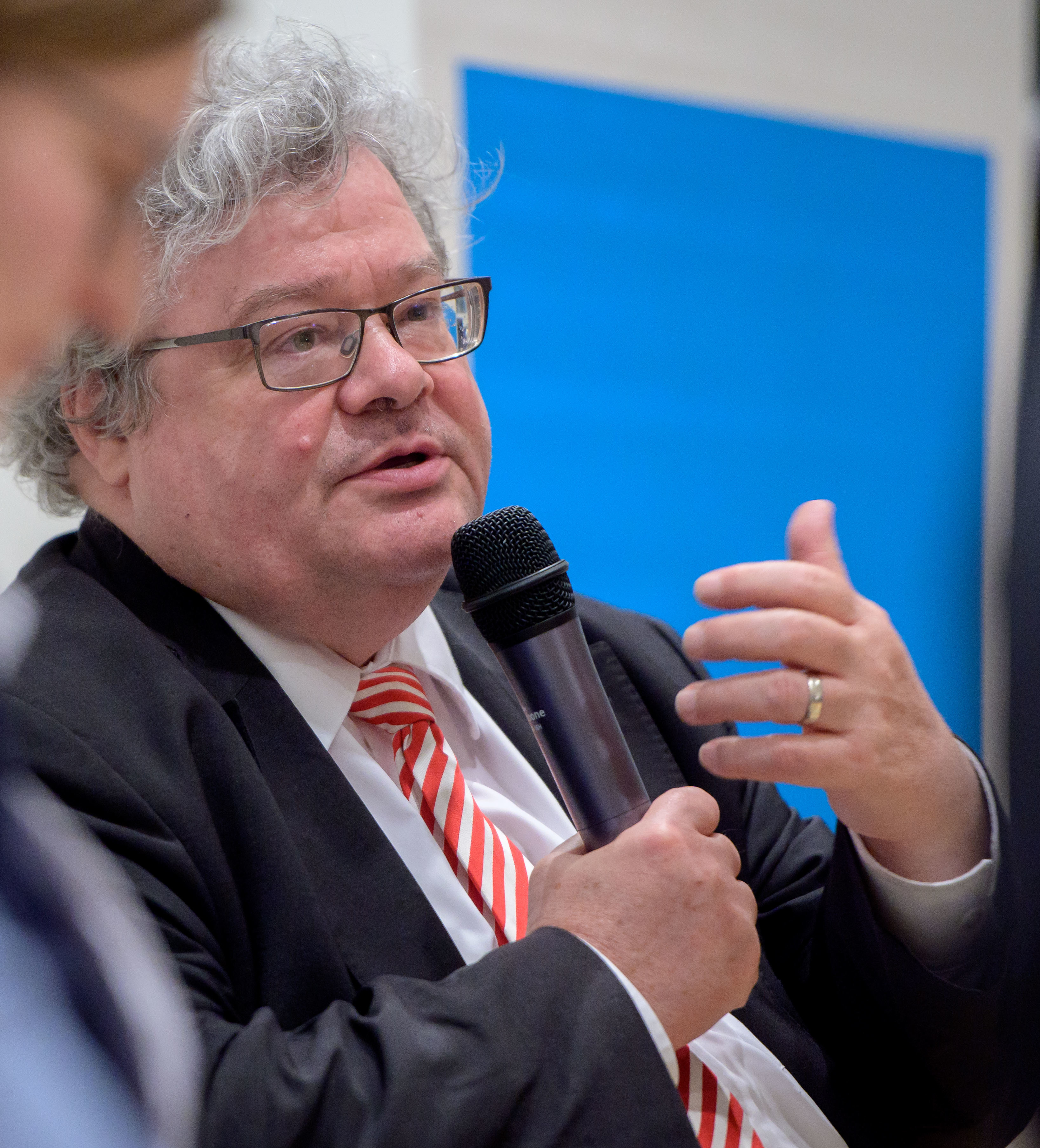
Reinhard Bütikofer (2019)

Reinhard Hans Bütikofer (* 26. Januar 1953 in Mannheim) ist ein deutscher Politiker von Bündnis 90/Die Grünen. Von 2002 bis 2008 war Bütikofer einer der beiden Bundesvorsitzenden der Partei. Von 2009 bis 2024 war er Mitglied des Europäischen Parlaments. Zwischen 2012 und 2019 war er einer der beiden Vorsitzenden der Europäischen Grünen Partei.

## Werdegang
Bütikofer wuchs in Ludwigshafen am Rhein und in Speyer auf. Von 1969 bis 1970 verbrachte er einen Auslandsaufenthalt in Kenosha, Wisconsin, USA. Anschließend machte er sein altsprachliches Abitur in Speyer. 1971 nahm Bütikofer ein Studium der Philosophie, Geschichte, Alten Geschichte sowie zeitweise der Sinologie in Heidelberg auf, schloss es aber nicht ab. In der Studentenbewegung war Bütikofer bei der Kommunistischen Hochschulgruppe (KHG) und beim maoistischen Kommunistischen Bund Westdeutschland (KBW) aktiv. Er war u. a. Mitglied im AStA, im Senat, Großen Senat und Verwaltungsrat der Universität Heidelberg. Außerdem leistete er Zivildienst.
Ab 1973 war er in der Gesellschaft für Deutsch-Chinesische Freundschaft (GDCF) aktiv. Ab 1981 unterstützte er die Bewegung Solidarität mit Solidarność. Es folgte eine Karriere als Politiker.

## Familie
Bütikofers Vater war Postbeamter, seine Mutter Hausfrau. Er ist seit 2001 mit Renée Krebs verheiratet. Aus einer früheren Beziehung mit Henriette Katzenstein ist er Vater dreier Töchter.

## Kommunal-, Landes- und Bundespolitik

Auf dem Bundesparteitag (2007)

Ab 1982 war er beim Aufbau der Grün-Alternativen Liste (GAL) und des Kommunalpolitischen Forums (KoPoFo) in Heidelberg tätig. Im Oktober 1984 wurde er für die GAL in den Heidelberger Gemeinderat gewählt und dort GAL-Fraktionsvorsitzender. Danach trat er 1984 den Grünen bei.
Von 1988 bis 1996 war er Heidelberger Abgeordneter im Landtag von Baden-Württemberg; er war haushalts- und finanzpolitischer Sprecher sowie ab 1992 auch europapolitischer Sprecher der Fraktion Grüne. 1996 trat er nicht erneut an. 
Von 1997 bis 1998 war er zusammen mit Monika Schnaitmann Landesvorsitzender der Grünen in Baden-Württemberg.
Von Dezember 1998 bis 2002 war er Politischer Bundesgeschäftsführer von Bündnis 90/Die Grünen. Außerdem war er von 1999 bis 2002 Vorsitzender der Grundsatzprogrammkommission und von 1998 bis 2008 Mitglied des Grünen Parteirates. Vom Dezember 2002 bis zum November 2008 war er Bundesvorsitzender von Bündnis 90/Die Grünen. Den anderen Part im Führungsduo bestritt zunächst Angelika Beer, welche im Oktober 2004 von Claudia Roth abgelöst wurde.
Im März 2008 kündigte er an, nicht mehr für den Vorsitz der Partei anzutreten.

## Europäisches Parlament

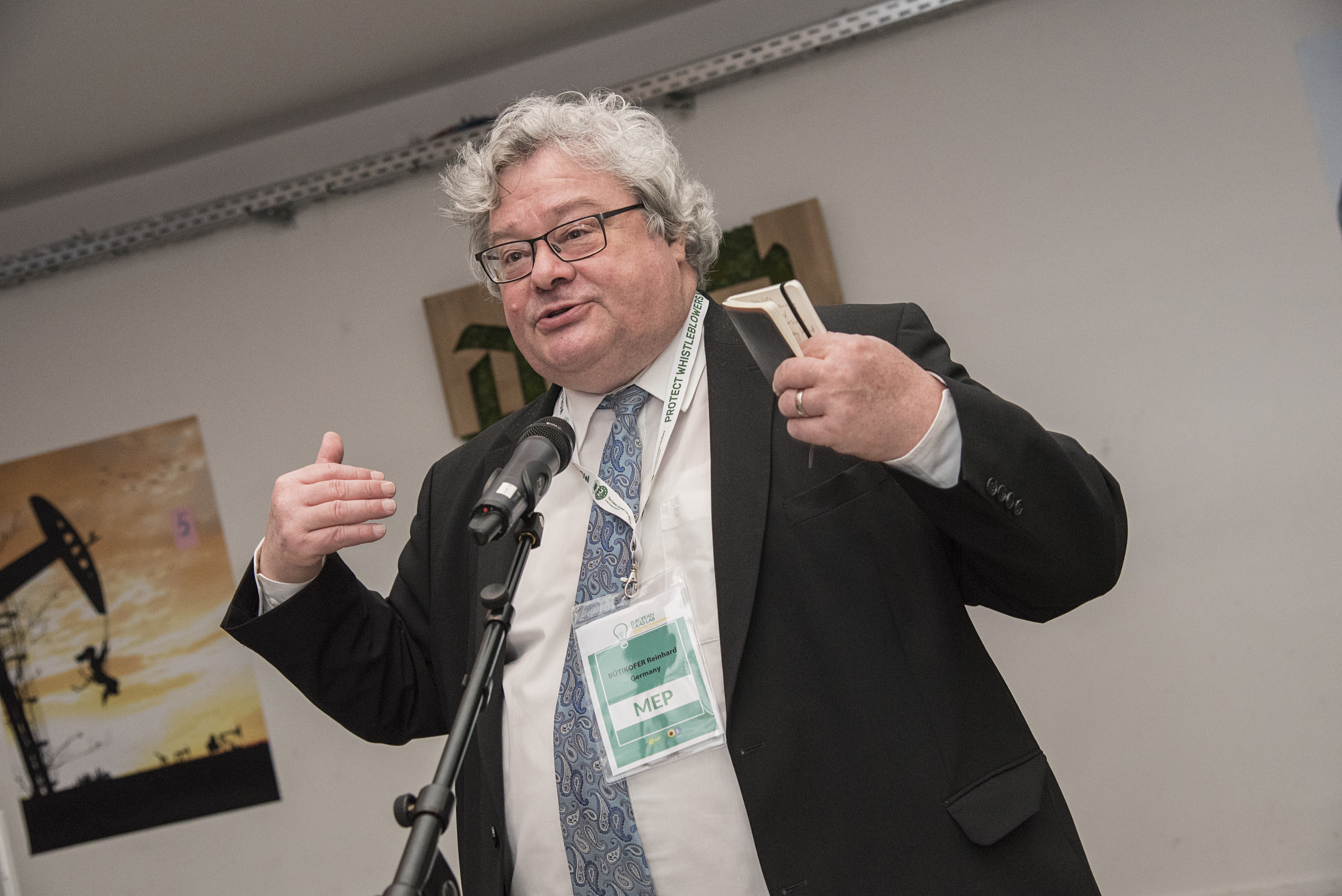
Reinhard Bütikofer im Europäischen Parlament (2018)

Reinhard Bütikofer war bei der Europawahl 2009 Spitzenkandidat seiner Partei und gehörte dem Europäischen Parlament seit der siebten Wahlperiode (ab 2009) bis zum Ende der neunten (2024) an. 2009 wurde Bütikofer zum Sprecher der deutschen Grünen Delegation im Europäischen Parlament gewählt. Dieses Amt hatte er bis 2014 inne. Er war 2009 bis 2012 stellvertretender Fraktionsvorsitzender und Schatzmeister der Fraktion Die Grünen/Europäische Freie Allianz im Europäischen Parlament. 
Bei der Europawahl 2014 kandidierte Bütikofer auf Platz 4 der bundesweiten Liste von Bündnis 90/Die Grünen und zog erneut ins Parlament ein.
In den Legislaturperioden 2009–2014 und 2014–2019 arbeitete Bütikofer für seine Fraktion im Ausschuss für Industrie, Forschung und Energie sowie im Ausschuss für Auswärtige Angelegenheiten sowie zeitweise im Unterausschuss für Sicherheit und Verteidigung. Darüber hinaus war er in der Delegation für die Beziehungen zur Volksrepublik China und in der Delegation für die Beziehungen zu den Vereinigten Staaten aktiv.
Bei der Europawahl 2019 kandidierte er erneut auf dem 4. Grünen Listenplatz und verteidigte sein Mandat. In der neunten Legislaturperiode vertrat Bütikofer seine Fraktion im Ausschuss für auswärtige Angelegenheiten sowie im Ausschuss für internationalen Handel. Zudem war er Vorsitzender der Delegation für die Beziehungen zur Volksrepublik China.
Unabhängig von seiner Tätigkeit im Europäischen Parlament wurde Bütikofer im November 2012 in einer Doppelspitze mit der Italienerin Monica Frassoni zum Vorsitzenden der Europäischen Grünen Partei gewählt. Diese Funktion hatte er bis Dezember 2019 inne.
Seit März 2021 ist Bütikofer von der Volksrepublik China sanktioniert und darf deshalb nicht nach China, Hongkong und Macau einreisen.
Bei der Europawahl 2024 trat Bütikofer nicht an.

## Mitgliedschaften
Bütikofer ist Mitglied bei ver.di, bei der Former Members' Association des EP und der Vereinigung ehemaliger Mitglieder des Landtags von Baden-Württemberg. Er ist Mitglied der Europa-Union,  des Europa/Transatlantik-Beirats der Heinrich-Böll-Stiftung, der Deutsch-Taiwanischen Dialogplattform, der DGAP, des ECFR und von IISS.

## Außenpolitik
Im September 2004 war Reinhard Bütikofer unter den Unterzeichnern eines von der neokonservativen US-amerikanischen Denkfabrik Project for the New American Century (PNAC) veröffentlichten Offenen Briefes an die Staatsoberhäupter und Regierungschefs von NATO und EU gegen die Politik des russischen Präsidenten Wladimir Putin.